# JAみどりの広場
『JAみどりの広場』（ジェイエイみどりのひろば）は、1974年6月2日から秋田テレビで放送されている農業関係のローカル情報番組。
番組開始から1992年3月までは日曜 8:30 - 9:00に放送されていたが、同年4月からはフジテレビの『報道2001』をフルネットするために土曜 11:00 - 11:25へ移動。以来同時間帯で放送され続けている。

## 番組内容
番組タイトルが示す通り、JAグループ秋田の単独提供で放送されている。秋田県内の農業を中心とする番組構成となっており、農業作業体験、おいしい野菜・果物の情報、秋田県内のJAの近況などを紹介している。また、小学校の児童たちや中学校の生徒たちが社会科見学に訪れたことを伝えたりもしている。映像は基本的にVTR収録したものであるが、年に一度の種苗交換会では実況生放送で行われる。毎週視聴者プレゼントがあり、公開抽選会が番組の最後で行われている。
2008年に地上デジタル放送対応のマスターが追加更新されたことで、同年1月12日にハイビジョン制作へと移行した。さらに地上アナログ放送では、2010年4月3日からレターボックス形式で放送されていた。

## 現在の司会者
- きり亭たん方
- 佐藤愛純（秋田テレビアナウンサー）

## 歴代司会者
注釈が無いものは当時の秋田テレビアナウンサー。
- 塩田耕一
- 鈴木陽悦
- 加藤寿一
- 武田哲哉
- 豊嶋やよい
- 保坂るみ子
- 佐々木恵子
- 綿引かおる
- 武藤綾子
- 千田剛裕
- 野口仁子
- 片桐千晶
- 竹島知郁（現役）
- 長島瑞穂
- 熊坂良
- 八代星子（現役）
- 高橋智也
- 内田有香
- 加藤未来